# Dieudonné Martens
Dieudonné Octave Martens (Brugge, 29 september 1906 - 2 april 1962) was een Belgisch senator.

## Levensloop
Martens was een zoon van Pierre Martens en van Romanie Verduyn. Hij trouwde in 1935 met Madeleine Scheerens. Hij begon zijn activiteiten in 1928 als bediende in Belgisch-Congo. Hij was weldra in België terug en werd medewerker van het socialistisch Brugs weekblad Vlaams Weekblad, de spreekbuis van Achiel Van Acker. Hij werd vervolgens secretaris van de Brugse centrale van de vakbond voor hout, bouw en gemengde vakken.
Tijdens de Tweede Wereldoorlog werd hij als gijzelaar door de bezetter opgepakt.
Na de oorlog werd hij algemeen secretaris van de gewestelijke afdeling van het ABVV.
Van 1939 tot 1947 was hij gemeenteraadslid van Brugge en van 1946 tot 1949 provincieraadslid van West-Vlaanderen. Van 1947 tot 1952 was hij lid van de Commissie voor Openbare Onderstand van Brugge.
Hij was viermaal socialistisch senator, waarbij het duidelijk was dat hij telkens als een soort stand-in naar voor werd geschoven:
- 26 juni 1949 tot 30 april 1950 (rechtstreeks verkozen),
- 26 april 1954 tot 29 april 1958 (provinciaal senator),
- 1 juni 1959 tot 20 februari 1962 (rechtstreeks verkozen),
- 10 april 1961 tot aan zijn door (provinciaal senator).

Hij was verder ook:
- lid van de Werkrechtersraad van beroep in Brugge,
- werknemersafgevaardigde van de klachtencommissie bij het Gewestelijk Bureel Brugge,
- lid van het Steunfonds voor werklozen,
- werknemersafgevaardigde van de gewestelijke dienst van de provincie West-Vlaanderen voor verzekering tegen ziekte en invaliditeit,
- lid van het beschermcomité van de volkswoningen van het arrondissement Brugge.